# Che (pel·lícula de 2008)
Cheés una pel·lícula biogràfica de 2008, dirigida per Steven Soderbergh i protagonitzada per Benicio del Toro en el paper principal. Tracta sobre el revolucionari argentí Ernesto Che Guevara. Basada en dos escrits del Che: Pasajes de la Guerra Revolucionaria i Diario del Che en Bolivia.
La pel·lícula està dividida en dues parts: la primera, The Argentine, se centra en la Revolució cubana, des del moment en què Fidel Castro, el Che Guevara i uns altres combatents desembarquen a l'illa del Carib, fins que enderroquen a la dictadura de Fulgencio Batista dos anys després, i la segona part, Guerrilla, s'enfoca en l'intent del Che de crear una revolució a Bolívia i en el fracàs del seu intent.

## Argument

### The Argentine
En una entrevista a Lisa Howard a l'Havana el 1964, el Che recorda els seus començaments a Mèxic, on el 1955 va conèixer Fidel Castro i s'uneix al seu intent. Després passa al seu discurs a l'ONU de 1964 denunciant els crims de l'imperialisme i torna a Cuba el 1957, quan lluitava contra Batista malalt d'asma a Sierra Maestra. Finalitza el 1958 després de la batalla de Santa Clara i el triomf de la Revolució cubana.

### Guerrilla
El film s'enfoca en els intents del Che de començar una revolució a Bolívia. A l'altura de la seva fama i poder, desapareix de l'ambient públic i s'introdueix d'incògnit a Bolívia, seguit d'altres militars cubans. Ja allí, comença a reclutar a bolivians per a formar una guerrilla en les selves del sud-est del país. La missió està matisada per traïcions i falta de suport, que porten el moviment cap al fracàs, i a ell, a la seva mort.

## Desenvolupament
Benicio del Toro i la productora Laura Bickford van passar tres anys investigant els esdeveniments mostrats a "Guerrilla". Del Toro va confessar que solament va pensar en Guevara com en "el dolent de la peli" des que era nen.
Per al seu paper, va passar set anys en "obsessiva recerca", la qual cosa el va fer sentir que s'havia guanyat el personatge. La preparació també va incloure observar fotografies del Che i llegir els seus escrits personals. Addicionalment, va llegir El Quixot, un dels llibres favorits de Guevara. També es va entrevistar personalment amb persones relacionades en diferents escenaris de la vida del revolucionari, incloent al germà petit del Che i els seus amics de la infantesa.
En resposta a les trobades amb tots, des dels companys guerrillers fins al xofer, va descriure la reacció com "sempre la mateixa", declarant que va sentir en tot moment l'amor que encara professaven al Che. També va visitar a la vídua i la família de Guevara. Va compartir 5 minuts amb Fidel Castro en una Fira del Llibre, qui li va expressar que estava feliç per la seriosa recerca que estava desenvolupant.
Després de la conclusió del film, Del Toro va dir que "quan contes la història del Che, estàs contant la història d'un país, per la qual cosa has de ser molt acurat". Sobre Guevara també va comentar en una ocasió que "era una estranya combinació d'un intel·lectual i una figura d'acció; Gregory Peck i Steve McQueen en un".
Les escenes de The Argentine van ser filmades a San Francisco de Campeche, Mèxic i a Puerto Rico en 39 dies. Guerrilla va ser rodada a Espanya en la mateixa quantitat de temps. Les imatges del Che parlant a l'ONU van ser preses una mica abans que aquest escenari sofrís majors renovacions.
Soderbergh ha dit que està obert a realitzar una altra pel·lícula sobre les experiències del Che al Congo, però només si Che recapta 100 milions de dòlars. El pressupost del film va ser de 58 milions.

## Comentaris
Che va ser estrenada el 21 de maig de 2008, al Festival Internacional de Cinema de Canes, reproduint-se en poc més de quatre hores. Del Toro va guanyar el Premi al Millor Actor. IFC Films va adquirir tots els drets per als Estats Units i va ser projectada en desembre a Nova York i Los Angeles, amb l'objectiu de qualificar per als Premis Oscar.

## Repartiment

### The Argentine
- Benicio del Toro - Che Guevara

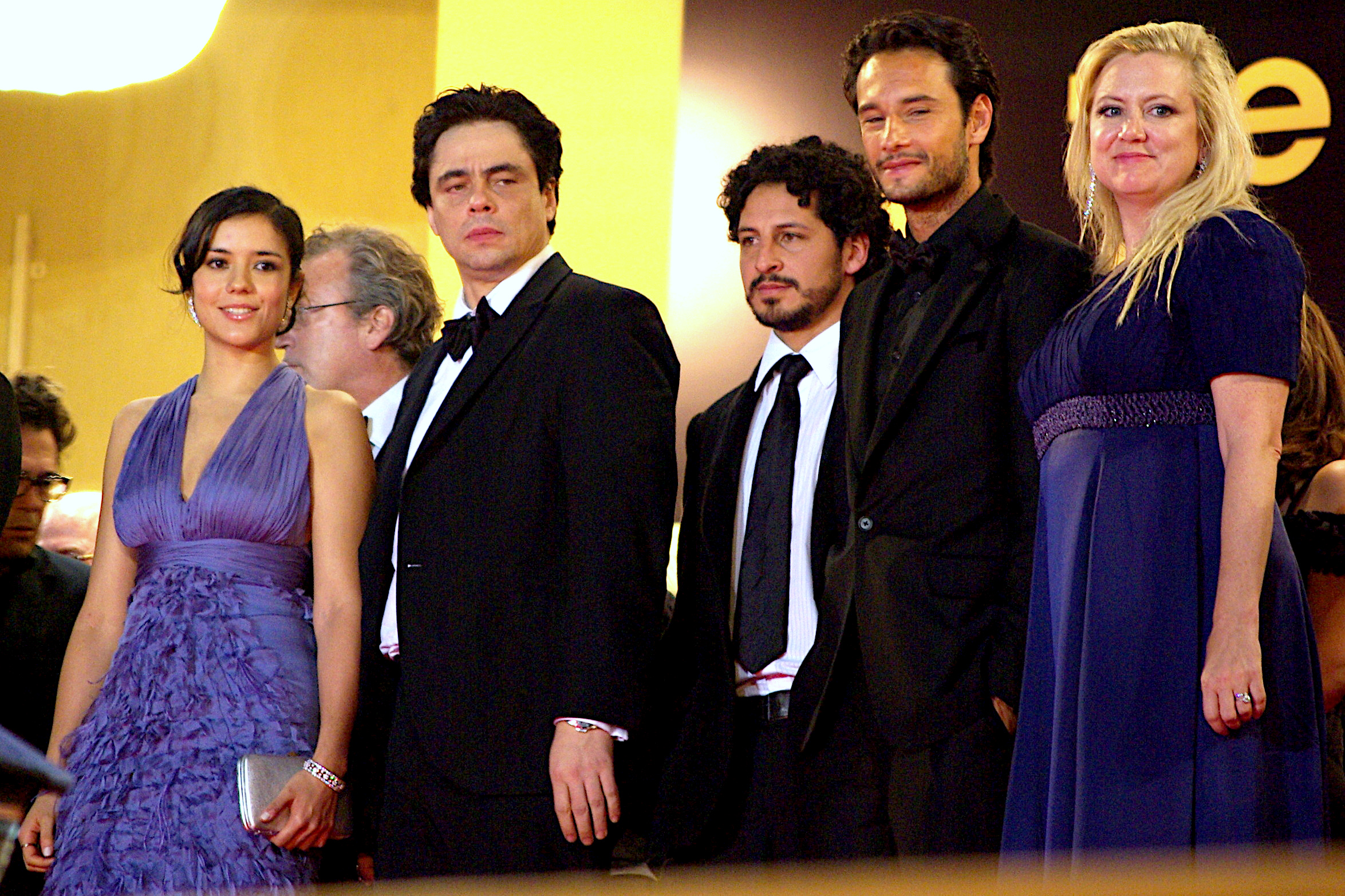
Part de l'equip de la pel·lícula a l'edició del 2008 del Festival de Canes.

- Benjamín Benítez - Harry Villegas (Pombo)
- Julia Ormond - Lisa Howard
- Armando Riesco - Dariel Alarcón Ramírez (Benigno)
- Catalina Sandino Moreno - Aleida March
- Demian Bichir - Fidel Castro
- Rodrigo Santoro - Raúl Castro
- Santiago Cabrera - Camilo Cienfuegos
- Vladimir Cruz - Ramiro Valdés
- Jorge Perugorría - Juan Vitalio Acuña Núñez (Vilo)
- Elvira Mínguez - Celia Sánchez.
- Edgar Ramírez - Ciro Redondo
- Alfredo De Quesada - Israel Pardo
- Roberto Santana - Juan Almeida Bosque
- Victor Rasuk - Rogelio Acevedo

### Guerrilla
- Benicio del Toro - Che Guevara
- Franka Potente - Tamara Bunke (Tania)
- Matt Damon - Fr. Schwartz
- Lou Diamond Phillips - Mario Monje
- Kahlil Méndez - Leonardo Tamayo (Urbano)
- Julia Ormond - Lisa Howard
- Jorge Perugorría - Juan Vitalio Acuña Núñez (Vilo)
- Demián Bichir - Fidel Castro
- Catalina Sandino Moreno - Aleida March
- Rodrigo Santoro - Raúl Castro
- Gastón Pauls - Ciro Bustos, (el Argentino)
- Óscar Jaenada - David Adriazola Veizaga (Darío)
- Rubén Ochandiano - Eliseo Reyes Rodríguez (Rolando)
- Marc-André Grondin - Régis Debray
- Carlos Acosta-Milian - Antonio Domínguez Flores

## Premis
Festival Internacional de Cinema de Cannes
| Categoria                      | Persona          | Resultat  |
| ------------------------------ | ---------------- | --------- |
| Millor interpretació masculina | Benicio del Toro | Guanyador |

XXIII Premis Goya
| Categoria                    | Persona            | Resultat  |
| ---------------------------- | ------------------ | --------- |
| Millor actor protagonista    | Benicio del Toro   | Guanyador |
| Millor guió adaptat          | Peter Buchman      | Nominat   |
| Millor música original       | Alberto Iglesias   | Nominat   |
| Millor direcció artística    | Antxón Gómez       | Guanyador |
| Millor direcció de producció | Cristina Zumárraga | Nominada  |